# Bogučanská vodní elektrárna
Bogučanská vodní elektrárna  (rusky Богучанская ГЭС) je vodní elektrárna na řece Angara v centrální části Sibiře. Byla vybudována jako čtvrtý stupeň angarské kaskády po Irkutské, Bratské a Usť-Ilimské elektrárně. Je pátou nejvýkonnější vodní elektrárnou v Rusku. 

## Všeobecné informace
Stavba přehrady probíhala v letech 1974 - 2014. Bogučanská přehradní nádrž se začala napouštět v červnu 2012. První dodávka do elektrické sítě se uskutečnila v listopadu 2012.
Stavební celek obsahuje tyto části:
gravitační betonová hráz o délce 829 m + 1869 kamenitá sypaná hráz a výšce 96 m,
celkem 2698 m
betonová část obsahuje dvě přelivové části různého technického řešení o šířce 110 a 90 m
těleso elektrárny při úpatí hráze o délce 331 m při levém břehu
Na spádu 66 m pracuje 9 Francisových turbín o hltnosti 575 m³/s, které pohání generátory o výkonu 9 x 333 MW. Celkový instalovaný výkon je tak 2 997 MW.
Průměrná roční výroba elektrické energie činí 17,6 miliard kWh. Dostavba vodního díla Bogučany stihl podobný osud jako českou jadernou elektrárnu Temelín. Rozpad Sovětského svazu a následné komplikace při hledání vlastníka ochromily rychlost dostavby stejně jako rozvoj ekologických aktivit. Důsledkem bylo zpoždění o více než patnáct let, na druhé straně vyvolaly například archeologické a etnografické výzkumy v oblastech zasažených zatopením. 
V letech 2009 – 2012 pracovalo kolem 1200 lidí při odkrytí archeologických vykopávek o ploše více než 40 000 m2.  
V nově postaveném městě Kodinsk vzniklo 10 000 pracovních míst pro obyvatele zatopených oblastí. 
Hlavním odběratelem vyrobené elektrické energie jsou Bogučanské závody na výrobu hliníku.